# Manuel González
Cet article possède des homonymes et des paronymes, voir Manuel González (homonymie), González et Flores.
Manuel del Refugio González Flores, né le 18 juin 1833 à Matamoros et mort le 10 avril 1893 à Chapingo, est un officier de l'armée mexicaine, homme d'État, président du Mexique du 1er décembre 1880 au 30 novembre 1884.

## Biographie

### Jeunesse et carrière militaire
Manuel González est né dans le rancho d'El Moquete à Matamoros, dans l'État mexicain de Tamaulipas. Fils d'un agriculteur nommé Fernando, qui meurt en combattant lors de la guerre américano-mexicaine en 1847, il va à l'école primaire puis travaille comme aide dans le commerce de l'un de ses oncles avant d'être enrôlé dans la milice pour y combattre des brigands en 1851. En 1853, il est soldat dans le 1er bataillon de ligne et prend part à la campagne contre la révolution d'Ayutla entre 1854 et 1857, combattant avec le parti réactionnaire sous les ordres du chef de guérilla Cohos. Jusqu'en 1861, il participe à tous les engagements entre partisans libéraux et réactionnaires.
Lorsque les armées alliées de France, du Royaume-Uni et d'Espagne envahissent le Mexique en décembre 1861, il met son épée au service du dirigeant libéral, Benito Juárez. Il reçoit l'ordre de rejoindre le général Vidaurri près de la frontière nord ; mais en 1863, ce dernier se plaint auprès du ministre de la guerre du caractère hostile de Gonzalez, et demande qu'il soit rappelé. Après avoir accompagné le président Juárez dans sa fuite de Mexico jusqu'à San Luis Potosi, il retourne dans les montagnes d'Hidalgo qu'il tient jusqu'en 1865. Vers la fin de l'année, il traverse à marche forcée le centre des troupes françaises et impériales, rejoignant le général Escobedo, pour l'accompagner dans son avance vers le sud. Il est promu colonel en 1866, brigadier-général en 1867, et en juin il investit la capitale aux côtés d'Escobedo, Corona et Berriozabal. En 1869, il est nommé gouverneur du palais du gouvernement par Juarez, poste qu'il occupe pendant deux ans, il est alors arrêté pour complicité dans la disparition du palais d'une plaque en argent et or ayant appartenu à l'empereur Maximilien. Il profite de la révolution de 1871 pour s'échapper et rejoindre les troupes de Porfirio Diaz,.

### Rebelle puis ministre de Diaz
Il refuse ensuite de se soumettre au gouvernement de Lerdo de Tejada, et en janvier 1876, rejoint la troisième rébellion de Diaz, puis organise dans les États de l'Est des corps de cavalerie légère qu’harcèlent les forces gouvernementales. Le 16 novembre 1876, pendant la bataille décisive de Lomas de Tecoac, entre Alatorre et Diaz, Gonzalez arrive à la tête de 3 000 cavaliers, et grâce à une vigoureuse attaque désorganise et déroute totalement les troupes d'Alatorre. Cette action est à la base du renversement du gouvernement Lerdo. En 1878, Diaz nomme Gonzalez ministre de la guerre. L'année suivante, il est nommé commandant en chef du district du Nord-ouest où il jugule bientôt tous les mouvements séditieux. De retour à Mexico? le Congrès le nomme général de division et lui accorde le titre de « Pacificateur de l'Occident » .
En juin 1880, il démissionne de son poste de ministre de la guerre parce que Diaz a annoncé sa candidature à la présidence. Déclaré élu le 25 septembre, il assure la présidence de l'exécutif dès le 1er décembre et nomme alors Diaz ministre des travaux publics.
Manuel González voulut moderniser la circulation monétaire en rendant plus pratiques les pièces utilisées pour les petites transactions quotidiennes, à l'instar des États-Unis qui avaient introduit une pièce de 5 cents en cupronickel et réduit le poids et le diamètre de leurs pièces de 1 cent, il fit mettre en circulation une grande quantité de pièces en nickel, de 1, 2 et 5 centavos, de conception moderne, ceci également dans le but de pallier le manque chronique de numéraire de faible valeur.
Les commerçants n'acceptèrent pas ces nouvelle pièces à leur valeur faciale car étant fiduciaires, cela aboutit même à une émeute le 20 décembre 1883 qui conduit à leur retrait et à leur rachat par le gouvernement.
La proposition de permettre au gouvernement l'utilisation d'environ 18 000 000 de livres de dépenses afin d'aménager la dette anglaise conduit à une nouvelle émeute en novembre 1884. La même année, la banque du Monte de Piedad est forcée de suspendre ses activités en raison des manœuvres d'une institution rivale, et parce que des rumeurs indiquent que le gouvernement désire remettre à la banque une demande d'emprunt obligataire, ce qui se révélera infondé.
Gonzalez publie également un décret abolissant la liberté de la presse.[réf. nécessaire]
Le 30 novembre 1884, il remet le gouvernement à son successeur le général Diaz, avec les caisses de l'État totalement vides. Il est ensuite gouverneur de l'État de Guanajuato, jusqu'à sa mort. Le 30 octobre 1885, une résolution est présentée au Congrès contre l'ancien président pour appropriation de fonds publics et est transmise en novembre au grand jury du Congrès, qui ne donnera aucune suite.
Manuel González meurt le 10 avril 1893 dans sa propriété de Chapingo. Le linguiste, professeur et universitaire Manuel González Montesinos (1897-1965) est son petit-fils.